# Тчуйсе, Жерри-Кристиан
Жерри́-Кристиа́н Тчуйсе́ (фр. Jerry-Christian Tchuissé; 13 января 1975, Дуала) — камерунский и российский футболист, защитник.

## Биография
Начинал игровую карьеру в Камеруне в клубах «Бунгунчи» и «Леопард» из родного города Дуала. В России играл с 1998 года сначала за «Нефтяник Кубани» из города Горячий Ключ, а затем за новороссийский «Черноморец».
Согласно газете «Советский спорт», у Тчуйсе на правой ноге были несколько белых пятен круглой формы и следы спортивной травмы. 2 мая 1999 года Тчуйсе в матче между «Черноморцем» и «Спартаком» получил травму после столкновения с Валерием Кечиновым на 30-й минуте — двойной перелом лодыжки. Травма была настолько тяжёлой, что в прессе даже заговорили о том, что Тчуйсе может и не вернуться в футбол, однако он сумел восстановиться и в следующем году перешёл в «Спартак». В рядах московского «Спартака» выступал в 2000—2002 годах.
В 2000 году Жерри-Кристиан получил российское гражданство и рассматривался в качестве кандидата в сборную России. Болельщики видели в нём потенциальный аналог нигерийского легионера сборной Польши Эммануэля Олисадебе. Специально для Тчуйсе даже была подготовлена футболка с номером 21, которую собирались ему передать перед матчем «Спартака» и ЦСКА 31 марта 2001 года, однако он отказался её принимать: Олег Романцев заявил, что Тчуйсе ещё не определился с тем, за какую сборную он хочет играть. Тем не менее, он так и не сыграл в её составе ни одного матча. 6 мая 2001 года дебютировал в составе сборной Камеруна, куда он был также вызван.
30 июня 2003 года Тчуйсе сыграл за сборную легионеров чемпионата России в матче против сборной России (команда России победила команду легионеров 5:2). С 2004 по 2006 годы играл за ФК «Москва».
В 2007 году был игроком грозненского «Терека», выступавшего в Первом дивизионе России и по итогам первенства со 2-го места вышедшего в Премьер-лигу. Однако новый главный тренер грозненского клуба Леонид Назаренко решил не продлевать соглашение с игроком. В январе 2008 года прошла информация, что Тчуйсе перешёл в клуб «Ростов», в 2007 году проследовавший в обратном направлении по отношению к «Тереку» — из Премьер-лиги в Первый дивизион. Однако этот трансфер не состоялся, и Тчуйсе перешёл в другой клуб первого дивизиона — подольский «Витязь», где провёл сезон-2008.
По состоянию на сентябрь 2010 года проживал с семьёй во французском городе Ле-Ман, играл за ветеранов и тренировал команду («Ле Ман Газелек» во второй лиге департамента Сарта), имел бизнес в Камеруне, имеет российский паспорт и не имеет камерунского. По состоянию на 2020 год жил в Париже, тренировал местную молодёжную команду.

## Достижения
«Спартак»
- Чемпион России: 2000, 2001
- 3-е место в чемпионате России: 2002

«Терек»
- 2-е место в первом дивизионе России (выход в премьер-лигу): 2007

личные
- В списках 33 лучших футболистов чемпионата России: 2000 — № 2, 2005 — № 3.

## Личная жизнь
Тчуйсе — второй ребёнок в семье, у его отца две жены и восемь детей. Жена Мари, старший сын — Иван-Юрий (родился в 2000 году), есть ещё двое детей.